# Abborrtjärnen (Bjurholms socken, Ångermanland, 709987-166055)
Abborrtjärnen är en sjö i Bjurholms kommun i Ångermanland och ingår i Öreälvens huvudavrinningsområde. Sjön har en area på 0,0221 kvadratkilometer och ligger 238,7 meter över havet. Vid provfiske har abborre och gädda fångats i sjön.

## Delavrinningsområde
Abborrtjärnen ingår i det delavrinningsområde (709837-166041) som SMHI kallar för Utloppet av Abborrtjärnen. Medelhöjden är 327 meter över havet och ytan är 3,86 kvadratkilometer. Räknas de 3 avrinningsområdena uppströms in blir den ackumulerade arean 6,94 kvadratkilometer. Vattendraget som avvattnar avrinningsområdet har biflödesordning 3, vilket innebär att vattnet flödar genom totalt 3 vattendrag innan det når havet efter 98 kilometer. Avrinningsområdet består mestadels av skog (91 procent).